# Danh sách câu lạc bộ bóng đá ở Curaçao
Đây là danh sách các câu lạc bộ bóng đá ở Curaçao.
- Centro Social Deportivo Barber
- RKSV Centro Dominguito
- Hubentut Fortuna
- CRKSV Jong Colombia
- CRKSV Jong Holland
- S.V. S.U.B.T.
- Deportivo Santa Cruz
- RKV FC SITHOC
- UNDEBA
- S.V. VESTA
- S.V. Victory Boys
- CVV Willemstad
- C.V.C. Zebra's

Bản mẫu:Bóng đá Curaçao